# Richard Jefferson (basquetebolista)
Richard Allen Jefferson (Los Angeles, 21 de junho de 1980) é um ex jogador profissional de basquetebol norte-americano  e que atualmente é comentarista da ESPN.

## Carreira

### New Jersey Nets
Jefferson foi selecionado pelo New Jersey Nets no Draft da NBA em 2001. Pela franquia, jogando ao lado de Jason Kidd e mais tarde Vince Carter, conquistou 2 títulos da Conferência Leste e 4 títulos da Divisão do Atlântico. Jefferson é o 4° maior pontuador da história dos Nets, com 8.507 pontos, e o 9° jogador que mais atuou pela equipe, com 489 jogos. Em 2008, deixou a equipe depois de 7 temporadas e se transferiu para o Milwaukee Bucks.

### Bucks e Spurs
Jefferson jogou pelo Milwaukee Bucks na Temporada de 2008-09, onde obteve médias de 19.6 pontos e 4.6 rebotes em 82 jogos. Em 2009, se transferiu para o San Antonio Spurs. Nos Spurs, Jefferson jogou por 3 temporadas entre 2009-2012, atuando em 203 jogos e marcando 2.264 pontos, 809 rebotes e 320 assistências.

### Warriors, Jazz e Mavericks
Jefferson teve breve passagem pelo Golden State Warriors, Utah Jazz e Dallas Mavericks entre 2012-2015.

### Cleveland Cavaliers
Em 2015, se transferiu para o Cleveland Cavaliers. Nos Cavaliers, Jefferson conquistou o campeonato da NBA na Temporada de 2015-16. Ele chegou a anunciar sua aposentadoria após o título, mas voltou atrás e assinou uma renovação de contrato por duas temporadas.

### Seleção Estadunidense
Como membro da Seleção Estadunidense, Jefferson conquistou a medalha de bronze nos Jogos Olímpicos de 2004.

## Estatísticas na NBA
| † | Temporada que foi campeão |

### Temporada Regular
| Ano      | Equipe       | PJ   | PT  | MPP  | %TC  | %3P  | %TL  | RPP | APP | ROB | TPP | PPP  |
| -------- | ------------ | ---- | --- | ---- | ---- | ---- | ---- | --- | --- | --- | --- | ---- |
| 2001-02  | New Jersey   | 79   | 9   | 24.3 | .457 | .232 | .713 | 3.7 | 1.8 | .8  | .6  | 9.4  |
| 2002-03  | New Jersey   | 80   | 80  | 36.0 | .501 | .250 | .743 | 6.4 | 2.5 | 1.0 | .6  | 15.5 |
| 2003-04  | New Jersey   | 82   | 82  | 38.2 | .498 | .364 | .763 | 5.7 | 3.8 | 1.1 | .3  | 18.5 |
| 2004-05  | New Jersey   | 33   | 33  | 41.1 | .422 | .337 | .844 | 7.3 | 4.0 | 1.0 | .5  | 22.2 |
| 2005-06  | New Jersey   | 78   | 78  | 39.2 | .493 | .319 | .812 | 6.8 | 3.8 | .8  | .2  | 19.5 |
| 2006-07  | New Jersey   | 55   | 53  | 35.6 | .456 | .359 | .733 | 4.4 | 2.7 | .6  | .2  | 16.3 |
| 2007-08  | New Jersey   | 82   | 82  | 39.0 | .466 | .362 | .798 | 4.2 | 3.1 | .9  | .3  | 22.6 |
| 2008-09  | Milwaukee    | 82   | 82  | 35.8 | .439 | .397 | .805 | 4.6 | 2.4 | .8  | .2  | 19.6 |
| 2009-10  | San Antonio  | 81   | 70  | 31.1 | .467 | .316 | .735 | 4.4 | 2.0 | .6  | .5  | 12.3 |
| 2010-11  | San Antonio  | 81   | 81  | 30.4 | .474 | .440 | .750 | 3.8 | 1.3 | .5  | .4  | 11.0 |
| 2011-12  | San Antonio  | 41   | 41  | 28.5 | .414 | .421 | .700 | 3.5 | 1.3 | .6  | .3  | 9.2  |
| 2011-12  | Golden State | 22   | 3   | 26.4 | .420 | .418 | .686 | 3.5 | 1.5 | .6  | .3  | 9.0  |
| 2012-13  | Golden State | 56   | 1   | 10.1 | .456 | .311 | .717 | 1.5 | .6  | .3  | .1  | 3.1  |
| 2013-14  | Utah         | 82   | 78  | 27.0 | .450 | .409 | .741 | 2.7 | 1.6 | .7  | .2  | 10.1 |
| 2014-15  | Dallas       | 74   | 18  | 16.8 | .444 | .426 | .684 | 2.4 | .8  | .4  | .1  | 5.8  |
| 2015-16† | Cleveland    | 74   | 5   | 17.9 | .458 | .382 | .667 | 1.7 | .8  | .4  | .1  | 5.5  |
| 2016-17  | Cleveland    | 79   | 13  | 20.4 | .446 | .333 | .741 | 2.6 | 1.0 | .3  | .1  | 5.7  |
| Total    | Total        | 1161 | 809 | 29.4 | .464 | .377 | .768 | 4.0 | 2.1 | .7  | .3  | 12.8 |

### Playoffs
| Ano   | Equipe       | PJ  | PT | MPP  | %TC  | %3P  | %TL   | RPP | APP | ROB | TPP | PPP  |
| ----- | ------------ | --- | -- | ---- | ---- | ---- | ----- | --- | --- | --- | --- | ---- |
| 2002  | New Jersey   | 20  | 0  | 22.1 | .465 | .000 | .550  | 4.6 | 1.3 | .6  | .4  | 7.0  |
| 2003  | New Jersey   | 20  | 20 | 35.6 | .476 | .000 | .718  | 6.4 | 2.4 | .8  | .2  | 14.1 |
| 2004  | New Jersey   | 11  | 11 | 41.8 | .418 | .273 | .713  | 6.3 | 3.8 | 1.3 | .7  | 19.8 |
| 2005  | New Jersey   | 4   | 1  | 35.0 | .400 | .200 | .677  | 5.5 | 2.3 | .8  | .0  | 15.8 |
| 2006  | New Jersey   | 11  | 11 | 39.7 | .545 | .414 | .825  | 4.1 | 4.1 | .9  | .4  | 22.2 |
| 2007  | New Jersey   | 12  | 12 | 40.8 | .482 | .325 | .924  | 5.6 | 2.3 | .8  | .4  | 19.7 |
| 2010  | San Antonio  | 10  | 10 | 33.4 | .486 | .200 | .758  | 5.3 | 1.8 | .6  | .6  | 9.4  |
| 2011  | San Antonio  | 6   | 6  | 28.3 | .387 | .353 | .818  | 4.2 | 0.8 | .5  | .5  | 6.5  |
| 2013  | Golden State | 7   | 0  | 5.6  | .444 | .667 | .333  | 1.0 | .1  | .1  | .1  | 1.9  |
| 2015  | Dallas       | 4   | 2  | 12.8 | .357 | .375 | 1.000 | .5  | .3  | .5  | .0  | 3.8  |
| 2016  | Cleveland    | 21  | 2  | 18.1 | .524 | .393 | .750  | 3.5 | .7  | .5  | .0  | 5.4  |
| 2017  | Cleveland    | 14  | 0  | 12.8 | .421 | .264 | .643  | 1.8 | .5  | .1  | .2  | 3.9  |
| Total | Total        | 140 | 75 | 27.4 | .473 | .325 | .731  | 4.3 | 1.7 | .6  | .3  | 10.8 |